# Martin Spéciale
Martin Spéciale war eine französische Automarke.

## Unternehmensgeschichte
Der Rennfahrer Eugène Martin präsentierte auf dem Pariser Automobilsalon im Oktober 1952 sein erstes Fahrzeug. Die Produktion in der Werkstatt seines Vaters in der Avenue Ledru-Rollin in Paris lief von 1953 bis 1954. Nur wenige Fahrzeuge entstanden.

## Fahrzeuge
Das einzige Modell basierte auf dem Peugeot 203. Der Hubraum des Vierzylindermotors wurde auf etwa 1500 cm³ erhöht. Die Fahrzeuge wurden als Coupés karosseriert.